# Myristica nivea
Myristica nivea är en tvåhjärtbladig växtart som beskrevs av Elmer Drew Merrill. Myristica nivea ingår i släktet Myristica och familjen Myristicaceae. Inga underarter finns listade i Catalogue of Life.